# العلاقات الألبانية التوفالية
العلاقات الألبانية التوفالية هي العلاقات الثنائية التي تجمع بين ألبانيا وتوفالو.

## مقارنة بين البلدين
هذه مقارنة عامة ومرجعية للدولتين:
| وجه المقارنة                                              | ألبانيا                                                    | توفالو                         |
| --------------------------------------------------------- | ---------------------------------------------------------- | ------------------------------ |
| المساحة (كم2)                                             | 28.75 ألف                                                  | 26                             |
| عدد السكان (نسمة)                                         | 3.02 مليون                                                 | 11.19 ألف                      |
| الكثافة السكانية (ن./كم²)                                 | 105.04                                                     | 43.04 ألف                      |
| العاصمة                                                   | تيرانا                                                     | فونافوتي                       |
| اللغة الرسمية                                             | اللغة الألبانية                                            | اللغة التوفالوية، لغة إنجليزية |
| العملة                                                    | ليك ألباني                                                 | دولار توفالو                   |
| الناتج المحلي الإجمالي (بليون دولار)                      | 13.04 مليار                                                | 39.73 مليون                    |
| الناتج المحلي الإجمالي (تعادل القوة الشرائية) بليون دولار | 33.17 مليار                                                | 38.93 مليون                    |
| الناتج المحلي الإجمالي الاسمي للفرد دولار أمريكي          | 3.94 ألف                                                   | 3.29 ألف                       |
| الناتج المحلي الإجمالي للفرد دولار أمريكي                 | 11.11 ألف                                                  | 3.77 ألف                       |
| مؤشر التنمية البشرية                                      | 0.764                                                      |                                |
| رمز المكالمات الدولي                                      | +355                                                       | +688                           |
| رمز الإنترنت                                              | .al                                                        | .tv                            |
| المنطقة الزمنية                                           | توقيت وسط أوروبا، ت ع م+01:00، ت ع م+02:00، أوروبا/تيرانا ‏ | ت ع م+12:00                    |

## منظمات دولية مشتركة
يشترك البلدان في عضوية مجموعة من المنظمات الدولية، منها:
| علم المنظمة | اسم المنظمة                   | تاريخ انضمام ألبانيا | تاريخ انضمام توفالو |
| ----------- | ----------------------------- | -------------------- | ------------------- |
|             | الاتحاد البريدي العالمي       | ?                    | ?                   |
|             | البنك الدولي للإنشاء والتعمير | 15 أكتوبر 1991       | 24 يونيو 2010       |
|             | الاتحاد الدولي للاتصالات      | 2 يونيو 1922         | 15 أغسطس 1996       |
|             | مؤسسة التنمية الدولية         | 15 أكتوبر 1991       | 24 يونيو 2010       |
|             | منظمة حظر الأسلحة الكيميائية  | ?                    | ?                   |
|             | الأمم المتحدة                 | 14 ديسمبر 1955       | 5 سبتمبر 2000       |
|             | يونسكو                        | 16 أكتوبر 1958       | 21 أكتوبر 1991      |

## وصلات خارجية
- موقع وزارة الخارجية الألبانية